# Iol·les de Macedònia
Iol·les (o Iolau; grec antic: Ἰόλλας, llatí: Iollas) fou un noble macedoni que va viure al segle iv aC, fill d'Antípater i germà de Cassandre de Macedònia. Hom el podria considerar un dels diàdocs, encara que va morir massa aviat, circa el 320 aC.
Com era costum al Regne de Macedònia, alguns joves de la noblesa exercien diversos càrrecs relacionats amb la persona del rei i Iol·les era porta-copes del rei Alexandre el Gran a la part final de la seva malaltia. Els autors que pensen que Alexandre va ser enverinat atribueixen a Iol·les l'administració del verí juntament amb Medi, amic íntim de Iol·les, a qui hauria induït a cometre el crim. Aquestes suposicions en tot cas no sembla que existissin al moment de la mort, i es van anar difonent al cap d'uns anys. Plutarc diu que la primera vegada que ho va sentir va ser quan Olímpies sis anys després, va agafar aquest fet com excusa per justificar la crueltat amb la qual tractava als amics i partidaris d'Antípater. Iol·les ja era mort llavors però quan va córrer el rumor van obrir la seva tomba i van profanar les seves restes.
De la seva mort no se sap res, i apareix per darrer cop el 322 aC quan va acompanyar la seva germana Nicea a Àsia on es va casar amb Perdicas d'Orèstia.
Es diu que l'orador atenenc Hipèrides va proposar de donar a Iol·les una corona d'or com a premi per matar Alexandre, cosa que entra en contradicció amb el que diu Plutarc i segurament era un afegit posterior a la biografia d'Hipèrides.